# Silybum marianum
Silybum marianum (cardo-mariano ou cardo-leiteiro) é uma espécie de planta com flor pertencente à família Compostae. 
A autoridade científica da espécie é (L.) Gaertn., tendo sido publicada em De Fructibus et Seminibus Plantarum...2(3): 378. 1791.

## Portugal
Trata-se de uma espécie presente no território português, nomeadamente em Portugal Continental, no Arquipélago dos Açores e no Arquipélago da Madeira.
Em termos de naturalidade é nativa de Portugal Continental e do Arquipélago da Madeira, sendo introduzida no Arquipélago dos Açores.

## Protecção
Não se encontra protegida por legislação portuguesa ou da Comunidade Europeia.